# Semenivka, Kompaniivka
Semenivka (în ucraineană Семенівка) este un sat în comuna Harmanivka din raionul Kompaniivka, regiunea Kirovohrad, Ucraina.

## Demografie
Componența lingvistică a localității Semenivka
     Ucraineană (80,89%)
     Română (16%)
     Rusă (2,67%)
     Alte limbi (0,44%)
Conform recensământului din 2001, majoritatea populației localității Semenivka era vorbitoare de ucraineană (80,89%), existând în minoritate și vorbitori de română (16%) și rusă (2,67%).